# Massimo Cavalletti
Massimo Cavalletti (Lucca, 30 ottobre 1978) è un baritono italiano.

## Biografia
Nato a Lucca, fin da giovanissimo coltiva la sua passione per la musica studiando pianoforte e successivamente canto con il maestro Graziano Polidori. Perfeziona i suoi studi presso L'Accademia Teatro alla Scala allora diretta da Leyla Gencer, affinando la propria tecnica vocale e teatrale con i maestri Luciana Serra, Leo Nucci, Luis Alva.
Esordisce nel 2004 al Teatro Donizetti di Bergamo nell'opera Parisina in una produzione dell'Accademia Teatro alla Scala. Nel 2005 debutta al Teatro alla Scala con La bohème nel ruolo di Schaunard e poi con Il Barbiere di Siviglia nel ruolo di Figaro.
Dal 2006 inizia la sua carriera internazionale con La fanciulla del West al Concertgebouw di Amsterdam e poi a Dublino con La bohème. Prosegue anche la sua attività in Italia con Otello al Teatro Regio di Parma e con Il barbiere di Siviglia al Teatro Regio di Torino. Torna anche al Teatro alla Scala dove interpreta Enrico Ashton nella Lucia di Lammermoor. Nello stesso ruolo donizettiano si esibisce anche a Bologna, mentre a Genova interpreta Melitone nella Forza del destino.
Dal 2007 inizia la collaborazione con Opernhaus Zürich dove nel corso degli anni avrà modo di interpretare parecchie opere, fra cui Carmen, Anna Bolena, Le convenienze ed inconvenienze teatrali, Poliuto, La Juive, Le Cid, Don Carlo, Falstaff, Simon Boccanegra.
Nel frattempo continua la sua attività internazionale che lo porta ad esibirsi a Berlino, a Dresda, al Glyndebourne Festival Opera, a Lipsia, a Bruxelles, a Valencia fino a Tokyo e Pechino.
Nel 2010 il suo debutto al Metropolitan Opera House di New York nella Bohème. Successivamente è a Berlino e poi al Teatro alla Scala con il Simon Boccanegra sotto la direzione di Daniel Barenboim.
Sempre con La bohème nel 2012 è al Festival di Salisburgo, al Teatro alla Scala e al Palau de les Arts Reina Sofía di Valencia (sotto la direzione di Riccardo Chailly).
Nel 2013 ha cantato in Falstaff al Teatro alla Scala e al Festival di Salisburgo, in Carmen, nel Don Carlo, in Lucia di Lammermoor ad Amburgo e alla Bohème a Monaco di Baviera.
Nell'aprile 2014 torna al Metropolitan Opera House di New York nel ruolo di Marcello nella Bohème per la regia di Franco Zeffirelli. Nel giugno seguente è ad Amsterdam al Dutch National Opera con Falstaff (ripreso successivamente in Giappone al festival di Matsumoto) sotto la direzione di Daniele Gatti, al Royal Opera House, Covent Garden di Londra nella Bohème e poi ancora al Metropolitan Opera House di New York in Carmen. Infine torna al Dutch National Opera nella Bohéme.
Nel 2015 canta la prima volta sul palcoscenico del Nuovo Teatro dell'Opera di Firenze  ne I puritani di Vincenzo Bellini e poi in Ernani di Giuseppe Verdi. Prosegue con Un ballo in maschera di Giuseppe Verdi, sotto la direzione del maestro Zubin Mehta. Per il Teatro alla Scala canta in Carmen, Il barbiere di Siviglia, La bohème e Falstaff, opera con cui chiude l'anno a Tokyo.
Nel 2016 si esibisce in Manon Lescaut e ne La bohème di Puccini al Metropolitan Opera House di New York.
Nel 2017 è al Maggio Musicale Fiorentino con il Don Carlo di Giuseppe Verdi e nel Gianni Schicchi di Giacomo Puccini al Stopera di Amsterdam.
Nel 2018 è all'Opéra Bastille con Il barbiere di Siviglia,  al Metropolitan Opera di New York con Lucia di Lammermoor e all'Arena di Verona con Carmen.

## Repertorio
- Vincenzo Bellini
  - I puritani (Riccardo)
- Georges Bizet
  - Carmen (Escamillo)
- Benjamin Britten
  - Noye's Fludde (Noye)
- Gaetano Donizetti
  - Anna Bolena (Lord Rochefort)
  - Don Pasquale (Malatesta)
  - L'elisir d'amore (Belcore)
  - Parisina (Azzo D'Este)
  - Le convenienze ed inconvenienze teatrali (Procolo)
  - Lucia di Lammermoor (Enrico Ashton)
  - Poliuto (Severo)
- Fromental Halévy
  - La Juive (Ruggiero)
- Pietro Mascagni
  - Messa di Gloria in fa maggiore (Baritono solo)
  - L'amico Fritz (David il Rabbino)
  - Le maschere (Tartaglia)
- Jules Massenet
  - Le Cid (Le Roi)
- Giacomo Puccini
  - Il tabarro (Michele)
  - La bohème (Marcello, Schaunard)
  - La fanciulla del West (Jake Wallace)
  - Madama Butterfly (Scharpless)
  - Manon Lescaut (Lescaut)
  - Gianni Schicchi (Gianni Schicchi)
  - Messa di Gloria (Baritono solo)
  - Tosca (Barone Scarpia)
- Gioachino Rossini
  - Il barbiere di Siviglia (Figaro)
  - L'occasione fa il ladro (Don Parmenione)
- Giuseppe Verdi
  - Don Carlo (Rodrigo)
  - Ernani  (Don Carlo)
  - Falstaff (Ford)
  - I masnadieri (Francesco)
  - Il trovatore (Il Conte di Luna)
  - La forza del destino (Fra Melitone)
  - La traviata (Giorgio Germont)
  - Macbeth (Macbeth)
  - Otello (Montano)
  - Simon Boccanegra (Paolo Albiani)
  - Un ballo in maschera (Renato)

## Discografia

### DVD
- AAVV Rosenblatt Recitals[2] Massimo Cavalletti bariton, Simon Lepper pianist (Rosenblatt Recitals, 2011)
- Giuseppe Verdi Simon Boccanegra[3] Direttore D. Barenboim, Teatro alla Scala - P. Domingo, H. Harteros, F. Sartori, F. Furlanetto, M. Cavalletti - (HartHaus Musik, 2012)
- Giuseppe Verdi Falstaff[4] Direttore D. Gatti, Opernhaus Zürich - A. Maestri, B. Frittoli, M. Cavalletti, E. Liebau - (Unitel Classica, 2011)
- Giacomo Puccini La bohème[5] Direttore D. Gatti, Salzburger Festspiele 2012 - A. Netrebko, P. Beczala, M. Cavalletti, N. Machaidze, C. Colombara - (Deutsche Grammophon, 2012)
- Giacomo Puccini La bohème[6] Direttore R. Chailly, Palau de les Arts Reina Sofía, Valencia 2012 - C. Romeu, A. Machado, M. Cavalletti, G. James - (Unitel Classica, 2012)
- Giuseppe Verdi Falstaff[7] Direttore Z. Mehta, Salzburger Festspiele 2013 - A. Maestri, F. Cedolins, M. Cavalletti, J. Camarena, E. Buratto, E. Kulman - (Unitel Classica, 2014)
- Giacomo Puccini La bohème[8] Direttore G. Noseda, Teatro Regio di Torino 2016 - I. Lungu, G. Berrugi, K. Besong, M. Cavalletti - (Unitel/CMajor 2017)
- Pietro Mascagni L'amico Fritz[9] Direttore R. Frizza, Teatro Maggio Musicale Fiorentino 2022 - S. Jicia, C. Castronovo, T. Jervolino, M. Cavalletti - (Dynamic 2022)